# 바리바리BUDDY!
〈바리바리 BUDDY!〉(バリバリBUDDY! 바리바리BUDDY![*])는 V6의 39번째 싱글이다.

## 설명
- 초회 한정 바리바리반(CD+DVD), 초회 한정 브리아나반(CD+DVD), 통상반(CD)으로 총 3가지 형태로 발매되었다.
- 오리콘 주간 싱글 차트에서는 2위.

## 수록곡

### 통상반
1. バリバリBUDDY! / 바리바리BUDDY!
2. POISON PEACH
3. Hands UP! OK?
4. 僕らの手のひら / 우리의 손바닥
5. バリバリBUDDY!（inst）
6. POISON PEACH（inst）
7. Hands UP! OK?（inst）
8. 僕らの手のひら（inst）

### 초회 한정 바리바리반
CD
1. バリバリBUDDY! / 바리바리BUDDY!
2. POISON PEACH

DVD
1. バリバリBUDDY! MUSIC VIDEO
2. バリバリBUDDY! 모두 함께 춤추자 안무 Ver.
3. MUSIC VIDEO 뒷면 보입니다~재밌는 NG집~

### 초회 한정 브리아나반
CD
1. バリバリBUDDY! / 바리바리BUDDY!
2. POISON PEACH

DVD
1. クレットVuriana Night episode0 ~돌격 클럽에서 피로연편~
2. Sexy.Honey.Bunny! Vuriana ver. MUSIC VIDEO　~Sexy.Honey.Bunny! 클럽 Remix~